# Броненосные крейсера типа «Вальдек-Руссо»
Броненосный крейсер типа «Вальдек-Руссо» — последние и наиболее совершенные броненосные крейсера французского флота. Являлись развитием проекта «Эрнест Ренан». Построены 2 единицы: «Вальдек-Руссо» (Waldeck-Rousseau), «Эдгар Куине» (Edgar Quinet). К моменту ввода в строй морально устарели.

## История
В середине 1900-х, французское военное кораблестроение вошло в период затяжного кризиса, связанного, в первую очередь, с неадекватной организацией проектно-конструкторских и строительных работ. Постепенное улучшение отношений с Великобританией — завершившееся в 1905 году с подписанием британо-французского договора — и последовательное усиление германского флота, дезориентировали французское военно-морское командование, ранее преимущественно ориентированное на противостояние с Великобританией. Постоянные кадровые перестановки в адмиралтействе, частая смена военно-морских министров, задержки финансирования из-за правительственных кризисов приводили к тому, что корабли закладывались с сильным запозданием, строились медленно, и вступали в строй уже устаревшими.
В 1905 году, французские адмиралы, все еще действуя в рамках традиционной доктрины крейсерской войны против Великобритании, решили заложить еще два крупных броненосных крейсера, развивавших удачный проект крейсера «Эрнест Ренан». Однако, по мере проектирования, у инженеров возникли сомнения относительно адекватности стандартного для французских броненосных крейсеров вооружения - четырех 194-мм тяжелых и двенадцати 163-мм скорострельных орудий - против новых британских броненосных крейсеров. К этому времени, на основании опыта русско-японской войны, преимущества единообразной артиллерии в бою на дальних дистанциях были уже очевидны. Чтобы реализовать эти преимущества, французские инженеры решили вооружить свои новые крейсера единообразным вооружением, заменив 163-мм орудия на равное количество тяжелых 194-мм.

## Проектирование и постройка
«Вальдек-Руссо» — заложен в июне 1906, спущен 4 марта 1908, вступил в строй в августе 1911 года.
«Эдгар Куине» — заложен в ноябре 1905, спущен 21 сентября 1907, вступил в строй в январе 1911 года.

## Конструкция
В основе своей, броненосные крейсера типа «Вальдек-Руссо» были развитием проекта «Эрнест Ренан». Их корпуса имели близкие размерения — 158,9 метров длиной, 21,51 шириной и осадка в 8,41 метра. Полное их водоизмещение составляло 13 850 тонн.
Подобно всем французским броненосным крейсерам, происходившим от проекта «Леон Гамбетта», они имели почти прямой форштевень, высокий борт с длинным полубаком для улучшения мореходности. Надстройки и мачты их были идентичны прототипу. Как и «Эрнест Ренан», они были шеститрубными, их трубы были сгруппированы двумя блоками по три. Также на их палубе были расположены восемь патрубков вентиляторов.

### Вооружение
Вооружение крейсеров типа «Вальдек-Руссо» было унифицировано и состояло исключительно из 194-мм 50-калиберных орудий образца 1902 года. Четыре таких орудия располагались в двухорудийных башнях на носу (на полубаке) и на корме (на верхней палубе); ещё шесть орудий стояли побортно в одноорудийных башнях (на полубаке) и четыре пушки стояли в казематах (носовые на верхней палубе, кормовые на главной). Все башни были нового типа, с орудиями, перезаряжаемыми при любом угле вертикальной наводки.
Таким образом, крейсера типа «Вальдек-Руссо» стали первыми французскими «дредноутами» — броненосными кораблями с унифицированной артиллерией главного калибра. Их бортовой залп состоял из девяти 194-мм орудий — больше, чем у любого другого броненосного крейсера того времени — и они могли применить по восемь орудий как погонные и ретирадные. Унифицированность тяжелой артиллерии давала им значительные преимущества в бою на дальней дистанции с любым другим броненосным крейсером.
Противоминное вооружение состояло из двадцати 65-мм орудий образца 1902 года в казематах на верхней палубе. К моменту закладки, это вооружение уже несколько устарело, и на момент вступления кораблей в строй не соответствовало требованиям защиты от современных эсминцев. Как дань традиции, крейсера типа «Вальдек-Руссо» все ещё несли два подводных торпедных аппарата калибром 450-мм в центре корпуса, стрелявшие перпендикулярно курсу.

### Броневая защита
Бронирование кораблей типа «Вальдек-Руссо» развивало стандартную для французских броненосных крейсеров схему с полным броневым поясом по ватерлинии; пояс был изготовлен из цементированной крупповской стали, и высота его составляла 2,6 метра, из которых 1,3 находились ниже ватерлинии. Толщина пояса в центре корпуса — между мачтами — была равна 150 миллиметрам, уменьшаясь до 94 миллиметров к верхней кромке. В носовой оконечности пояс утоньшался до 70 миллиметров в нижней части и 38 миллиметров в верхней. В кормовой оконечности — до 84 и 38 миллиметров, соответственно.
Нижняя броневая палуба имела выпуклую форму; её толщина в плоской части составляла 45 миллиметров, а на скосах, соединявшихся с нижней кромкой главного пояса — 65 миллиметров. Над ней располагалась плоская верхняя броневая палуба, опиравшаяся на верхнюю кромку броневого пояса и имевшая толщину в 35 миллиметров. Пространство между палубами было разделено на мелкие герметичные отсеки, предназначенные для локализации повреждений.
Броневые башни крейсера были защищены 200 миллиметровыми плитами, как и их основания и барбеты. Казематы орудий главного калибра были защищены 190 миллиметровой броней.

### Силовая установка
Силовая установка крейсеров типа «Вальдек-Руссо» была трехвальной. Три вертикальные паровые машины тройного расширения получали пар от сорока котлов Белльвилля на «Эдгар Кине» и сорока двух котлов Никлссона на «Вальдек-Руссо», общая мощность силовой составляла 36000 лошадиных сил. Из-за большего на 2000 тонн водоизмещения, крейсера не достигли скорости «Эрнеста Ренана», продемонстрировав только 23 узла на мерной миле. Запаса угля хватало на 12500 километров экономичного 10-узлового хода.

## Оценка проекта
Броненосные крейсера типа «Вальдек-Руссо» стали завершением эволюции классического типа французского броненосного крейсера — океанского высокобортного рейдера с полным броневым поясом по ватерлинии и облегченным многочисленным вооружением. Созданные для того, чтобы нарушать неприятельскую торговлю, они были построены исходя из требований превосходить индивидуально крейсера основного потенциального противника — Великобритании — и обладать достаточной скоростью и мореходностью, чтобы уклониться от боя с превосходящими силами противника.
Впервые примененная во французском флоте унифицированная артиллерия главного калибра обеспечивала крейсерам типа «Вальдек-Руссо» превосходство в артиллерийском бою над любыми другими броненосными крейсерами, даже столь мощными, как британские типа «Минотавр». Некоторым недостатком (не слишком значимым) являлось анахроничное размещение части орудий главного калибра в казематах, но оно было вызвано стремлением использовать уже готовый дизайн корпуса от крейсера «Эрнст Ренан», с заменой 163-мм орудий на 194-мм. Бронирование крейсеров надежно защищало их ватерлинию, и обеспечивало возможность поддерживать высокую скорость даже под обстрелом противника, не опасаясь затоплений и нарушения обшивки вблизи ватерлинии.
Однако, крейсера типа «Вальдек-Руссо» представляли собой классический пример совершенных кораблей, опоздавших для своей тактической ниши. К моменту их закладки, британо-французские отношения улучшились до такой степени, что война между Британией и Францией стала почти невероятна — и соответственно, французский флот более не нуждался в многочисленных броненосных крейсерах для действий против британской торговли. Технический же прогресс привел к тому, что «идеальные броненосные крейсера» типа «Вальдек-Руссо» стремительно устарели на фоне новых линейных крейсеров с турбинными силовыми установками и крупнокалиберной артиллерией.